# Eleccions generals andorranes de 1971
Les eleccions andorranes de 1971 es van celebrar el 14 i 21 de desembre de 1971 per renovar la meitat del Consell General i la meitat dels Consells de Comú de les 6 parròquies d'Andorra.
Van ser les primeres eleccions on les dones van tenir dret a vot, després de l'aprovació el 1970. L'edat de vot també va ser baixada de 25 a 21 anys i l'edat per ser candidat de 30 a 25. Tot això es deu a l'aprovació d'un reglament electoral l'any 1971.

## Sistema electoral
Tenien dret a vot les persones amb més de 21 anys que disposessin de nacionalitat andorrana, així com els homes que estiguessin casats amb una dona andorrana i tinguessin com a mínim un fill major d'edat. Per poder ser conseller calia tenir més de 25 anys i per ser sínidic o subsíndic, 30.
La legislació andorrana no va legalitzar els partits polítics fins a l'aprovació de la Constitució l'any 1993, així que tots els candidats eren independents de manera oficial. Tot i això estaven permeses les agrupacions polítiques.
A les eleccions al Consell General es renovaven la meitat dels escons (12 de 24). Cada parròquia formava una circumscripció i escollia 2 consellers, tret de la parròquia d'Andorra la Vella, on el quart d'Andorra i el quart de les Escaldes formaven circumscripcions separades, escollint un conseller cadascun. A les eleccions comunals es renovaven la meitat de càrrecs de consellers de cada parròquia, que eren escollits per a un període de 4 anys. El nombre de consellers de cada comú era variable. A Andorra la Vella el quart de Les Escaldes i el quart d'Andorra la Vella escollien els consellers de comú en circumscripcions diferents. També s'escollien els Comissionats del Poble, és a dir, els encarregats de fiscalitzar l'activitat econòmica de cada comú.
En totes dues eleccions s'utilitzava un sistema majoritari plurinominal amb segona volta, on cada votant podia votar a tants candidats com candidats s'haguessin d'escollir. Els candidats s'agrupaven en candidatures. Estava permès que un candidat formés part de més d'una candidatura al mateix temps. En algunes parròquies era permès repartir el vot, votant a candidats de llistes diferents. En d'altres, era requisit votar a candidats de tots els quarts de la parròquia per poder considerar el vot com a vàlid. Els vots nuls i blancs no eren considerats com a vàlids. Per poder ser escollit, calia haver rebut més de la meitat dels vots vàlids. En cas que després de l'elecció quedessin escons vacants, es realitzava una segona volta al cap d'una setmana. Si un cop realitzada la segona volta encara quedessin escons vacants, es procediria a una tercera volta al cap d'una setmana. En cas que en una tercera volta tampoc s'haguessin atribuït tots els escons, l'article 38 del reglament electoral estipulava que l'elecció es resoldria per sorteig amb paperetes entre els candidats de la tercera volta.
En cas que no es presentés cap candidatura, l'article 27 del reglament electoral de 1971 recollia que el mateix dia de l'elecció el consell de comú de la parròquia corresponent seria l'encarregat d'escollir els candidats.
Els consellers elegits van jurar el càrrec el dia 28 de desembre per poder prendre possessió del seu càrrec el dia 1 de gener de l'any següent, per a un període de 4 anys.
Els cònsols majors i menors de cada parròquia eren elegits pels consells de comú per a un període de 2 anys. El síndic general i el subsíndic eren escollits pel Consell General per a un període de 3 anys.

## Resultats

### Eleccions al Consell General
Sense comptar la parròquia de Canillo, de la qual no es disposen resultats, la participació en la primera volta va ser del 69,50%. La participació més alta es va registrar a Sant Julià de Lòria, amb un 80,3% de votants, mentre que la parròquia amb més abstenció fou la Massana, amb un 14,7% de participació, ja que només es va presentar una sola candidatura.
A la primera volta van ser escollits 9 dels 12 consellers generals. Es va realitzar una segona volta al cap de set dies al quart d'Andorra la Vella i a la parròquia de Canillo. Es desconeix la participació.

#### Total nacional
| Partit              | Primera volta | Primera volta | Primera volta | Segona volta | Segona volta | Segona volta | Escons totals |
| Partit              | Vots          | %             | Escons        | Vots         | %            | Escons       | Escons totals |
| ------------------- | ------------- | ------------- | ------------- | ------------ | ------------ | ------------ | ------------- |
| Independents        | >1.383        | 100           | 9             |              | 100          | 3            | 12            |
| Vots nuls           | ≥60           | –             | –             |              | –            | –            | –             |
| Total               | >1.443        | 100           | 9             |              | 100          | 3            | 12            |
| Cens/participació   | 2.344         |               | –             | 822          |              | –            | –             |
| Font: La Vanguardia |               |               |               |              |              |              |               |

#### Resultat per parròquia
| Parròquia           | Quart               | Candidat               | 1a volta | 1a volta | 2a volta | 2a volta |
| Parròquia           | Quart               | Candidat               | Vots     | Electe   | Vots     | Electe   |
| ------------------- | ------------------- | ---------------------- | -------- | -------- | -------- | -------- |
| Canillo             | Canillo             | ?                      | ?        |          | ?        | 1        |
| Canillo             | Canillo             | ?                      | ?        |          | ?        | 1        |
| Encamp              | Encamp              | Josep Mas Font         | 105      | 1        |          |          |
| Encamp              | Encamp              | Enric Paris Torres     | 99       | 1        |          |          |
| Ordino              | Ordino              | Pere Babi Baró         | 69       | 1        |          |          |
| Ordino              | Ordino              | Artur Comas Pons       | 66       | 1        |          |          |
| La Massana          | La Massana          | Gil Font Molné         | 33       | 1        |          |          |
| La Massana          | La Massana          | Salvador Mora Calvet   | 33       | 1        |          |          |
| Andorra la Vella    | Andorra la Vella    | ?                      | ?        |          | ?        | 1        |
| Andorra la Vella    | Les Escaldes        | Josep Maria Barbat Pla | 196      | 1        |          |          |
| Sant Julià de Lòria | Sant Julià de Lòria | Òscar Ribas Reig       | 191      | 1        |          |          |
| Sant Julià de Lòria | Sant Julià de Lòria | Ladislau Baró Solà     | 175      | 1        |          |          |
| Font: La Vanguardia |                     |                        |          |          |          |          |

### Eleccions comunals
| Parròquia           | Quart               | Consellers de comú electes                                                                      | Comissionats del poble electes         |
| ------------------- | ------------------- | ----------------------------------------------------------------------------------------------- | -------------------------------------- |
| Canillo             | Canillo             | ?                                                                                               | ?                                      |
| Encamp              | Encamp              | Pere Torres Torres Manuel Baixench Pere Mandicó Calva Josep Marsal Riba Antoni Montellà Mas     | Serafí Reig Ribó Antoni Pallé Montellà |
| Ordino              | Ordino              | Pere Armengol Areny Miquel Pujal Trulla Guillem Benazert Riba Pere Bons Bons Josep Font Molné   | Josep Bons Areny Antoni Naudí Ubach    |
| La Massana          | La Massana          | Francesc Bons Armengol Joan Fiter Mora Pere Riba Cabanas Antoni Armengol Ros Joan Sansa Riba    | Guillem Areny Areny Joan Bons Moles    |
| Andorra la Vella    | Andorra la Vella    | Jacint Riberaygua Pujal ?                                                                       | ?                                      |
| Andorra la Vella    | Les Escaldes        | Pere Martí Pons Antoni Beal Ambatlle Miquel Vila                                                | Pere Tomàs Sanfeliu                    |
| Sant Julià de Lòria | Sant Julià de Lòria | Francesc Sancho Martell Joan Pol Coma Miquel Vila Bordoll Josep Tornell Vila Valentí Vila Oliva | Lluís Duró Bordoll Joan Vicente Areny  |
| Font: La Vanguardia |                     |                                                                                                 |                                        |